# Philereme terror
Philereme terror là một loài bướm đêm trong họ Geometridae.